# 2028-as labdarúgó-Európa-bajnokság
A 2028-as labdarúgó-Európa-bajnokság vagy egyszerűen Euro 2028 lesz a 18. Európa-bajnokság, amely az UEFA által szervezett, négyévente megrendezésre kerülő férfi labdarúgó-válogatottjai számára kiírt Európa-bajnokság. A tornát 2028 júniusában és júliusában rendezik az Egyesült Királyságban és Írországban. A címvédő a spanyol válogatott.

## Pályázatok
A pályázóknak tíz stadionnal kellett pályázniuk, amelyek közül egynek 60 000 férőhelyesnek, egynek (lehetőleg kettőnek) 50 000 férőhelyesnek, négynek 40 000 férőhelyesnek és háromnak 30 000 férőhelyesnek kellett lennie.
Idővonal
Az UEFA Végrehajtó Bizottsága 2021. december 16-án jelentette be, hogy a pályázati eljárás a 2032-es labdarúgó-Európa-bajnoksággal párhuzamosan zajlik. Az pályázók bármelyik eseményre jelentkezhettek. A pályázati folyamat ütemezése a következő volt:
- 2021. december 17: hivatalos pályázati felhívás
- 2022. március 23.: a pályázati szándék bejelentésének határideje
- 2022. március 30.: a pályázók számára a pályázati követelmények rendelkezésre bocsátása
- 2022. április 5.: a pályázók kihirdetése
- 2022. április 28.: a pályázók számára szervezett nyitó munkaértekezlet
- 2022. november 16.:[6] Az előzetes pályázati dokumentáció benyújtása
- 2023. április 12: a végleges pályázati dokumentáció benyújtása
- 2023. október 10: a pályázat bemutatása és a rendező bejelentése[7]

### Benyújtott pályázatok
A 2022. március 23-i határidőig három szándéknyilatkozat érkezett az UEFA-hoz a torna megrendezésére (az egyiket később nem támogathatónak minősítették).
- Egyesült Királyság és  Írország – 2022. február 7-én Anglia, Észak-Írország, Skócia, Wales és Írország labdarúgó-szövetségei közös pályázatot jelentettek be Egyesült Királyság és Írország néven.[8] Anglia már korábban 1996-ban rendezett Eb-t. Anglia és Skócia a tizenegy rendező ország között volt a 2020-as Eb során, melyen 12 mérkőzését London (Anglia) és Glasgow (Skócia) rendezett. A 2020-as torna néhány mérkőzésének Írország adott volna otthont, de a Covid19-pandémia idején elrendelt zárlat miatt ezeket a mérkőzéseket Szentpéterváron és Londonban játszották le.[9]

### Korábbi pályázati tervek
Az alábbi országok korábban kifejezték érdeklődésüket a rendezés iránt, de a hivatalos határidőig nem nyújtottak be ajánlatot:
- Dánia,  Feröer,  Finnország,  Izland,  Norvégia és  Svédország – 2016. március 4-én a Dán labdarúgó-szövetség bejelentette, hogy Svédország, Norvégia és Finnország szövetségeivel közös pályázatot készít elő a 2028-as Eb-re, Feröerrel és Izlanddal együtt.[10][11]
- Portugália és  Spanyolország – 2018. szeptember 12-én a Spanyol labdarúgó-szövetség bejelentette, hogy a portugál szövetséggel közösen pályázik a 2028-as Eb, vagy a 2030-as világbajnokság megrendezésére.[12]
- Románia,  Görögország,  Bulgária és  Szerbia – 2019 februárjában a román Ifjúsági és Sportminisztérium (Constantin Bogdan Matei), Bulgária (Krasen Kralev), Szerbia (Vanja Udovičić) és a görög kulturális és sportminiszter helyettese (Giorgos Vasileiadis) hivatalosan is megerősítette, hogy a négy ország közös pályázatot nyújt be a 2028-as Eb és a 2030-as világbajnokság megrendezésére.[13][14][15]

### Visszavont pályázatok
- Olaszország – 2019 februárjában, az Olasz labdarúgó-szövetség (FIGC) elnöke, Gabriele Gravina a Sky Sport Italia-nak tett nyilatkozatban mondta, hogy a szövetség pályázatot fontolgat.[16] A pályázatot maga Gravina tovább támogatta 2021 júliusában, miután Olaszország megnyerte a 2020-as Eb-t.[17] 2022 februárjában a FIGC bejelentette, hogy visszavonja a 2028-as Eb-re beadott pályázatát, hogy a 2032-es kiírásra koncentrálhasson, mivel így több idő marad a stadionokba és létesítményekbe való beruházásra.[18]
- Törökország – 2022. március 23-án a Török labdarúgó-szövetség megerősítette, hogy benyújtotta pályázatát a 2028-as Eb megrendezésére.[19] Az UEFA 2023. július 28-án hivatalosan bejelentette, hogy a FIGC és a TFF kérte, hogy egyesítsék a külön beadott pályázatukat egy közös pályázatba a 2032-es Eb megrendezésére.[20] Október 4-én bejelentették, hogy Törökország a 2028-as Eb-re beadott pályázatát visszavonta, hogy a 2032-es a közös, olasz–török pályázatra koncentrálhasson.[21]

### Elutasított pályázatok
- Oroszország – Oroszország is bejelentette pályázatát 2022. március 23-án, annak ellenére, hogy az UEFA megtiltotta az orosz klubok és az orosz válogatott részvételét a 2022-es Ukrajna elleni invázió miatt.[22] Május 2-án az UEFA a 2028-as és a 2032-es pályázatot nem támogathatónak nyilvánította.[23][24]

## Helyszínek
2023. április 12-én nyilvánosságra hozták a 10 stadiont, majd az UEFA 2023. október 10-én megerősítette a listát.
| London                 | London                                                                          | Cardiff                                                                         | Manchester                 |
| ---------------------- | ------------------------------------------------------------------------------- | ------------------------------------------------------------------------------- | -------------------------- |
| Wembley Stadion        | Tottenham Hotspur Stadion                                                       | Millennium Stadion                                                              | City of Manchester Stadion |
| Férőhely: 90 652       | Férőhely: 62 322                                                                | Férőhely: 73 952                                                                | Férőhely: 61 000           |
|                        |                                                                                 |                                                                                 |                            |
| Liverpool              | London Cardiff Manchester Liverpool Newcastle Birmingham Glasgow Dublin Belfast | London Cardiff Manchester Liverpool Newcastle Birmingham Glasgow Dublin Belfast | Newcastle                  |
| Hill Dickinson Stadion | London Cardiff Manchester Liverpool Newcastle Birmingham Glasgow Dublin Belfast | London Cardiff Manchester Liverpool Newcastle Birmingham Glasgow Dublin Belfast | St James’ Park             |
| Férőhely: 52 679       | London Cardiff Manchester Liverpool Newcastle Birmingham Glasgow Dublin Belfast | London Cardiff Manchester Liverpool Newcastle Birmingham Glasgow Dublin Belfast | Férőhely: 52 305           |
|                        | London Cardiff Manchester Liverpool Newcastle Birmingham Glasgow Dublin Belfast | London Cardiff Manchester Liverpool Newcastle Birmingham Glasgow Dublin Belfast |                            |
| Birmingham             | Glasgow                                                                         | Dublin                                                                          | Belfast                    |
| Villa Park             | Hampden Park                                                                    | Aviva Stadion                                                                   | Casement Park              |
| Férőhely: 52 190       | Férőhely: 52 032                                                                | Férőhely: 51 711                                                                | Férőhely: 34 500           |
|                        |                                                                                 |                                                                                 |                            |

1. 1 2  Felújítandó.
2. ↑  Új stadion.

## Selejtező
Az UEFA pályázati szabályzata szerint a rendezők automatikus részvétele legfeljebb csak két rendező szövetség számára garantált. Ezért még nem eldöntött, hogy mely rendezők vehetnek részt automatikusan. Az egyik terv szerint mind az öt házigazda csapat részt vehet a selejtezőben, és két automatikus hely marad tartalékban a selejtezőből ki nem jutó rendezők számára. Ha három vagy több házigazda csapat nem jutna tovább, a helyeket a legjobban teljesítő, de nem továbbjutott rendezők kapnák meg. A résztvevők többségének eldöntésére a tornának lesz egy selejtezője.
Az UEFA Végrehajtó Bizottsága a 2023. január 25-én a svájci Nyonban tartott ülésén megerősítette a selejtezők módosított formátumát. A selejtező formátumát az előző ciklushoz képest módosították. A selejtező csoportkörében tizenkét négy- vagy ötcsapatos csoportot rendeznek. Minden csoport győztese kijut az Európa-bajnokságra, míg a második helyezett csapatok vagy közvetlenül kijutnak, vagy pótselejtezőn vesznek részt. Mind az öt rendező ország részt vesz a selejtezőn.